# Geografia Sint Eustatius

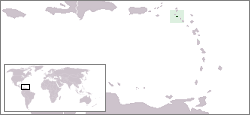
Położenie wyspy

Sint Eustatius jest niewielką wyspą należąca do Holandii, która przed październikiem 2010 roku była częścią Antyli Holenderskich. Sint Eustatius leży w Ameryce Środkowej, w archipelagu Małych Antyli - Wyspy Nawietrzne. Wyspa cechuje się górzystym, ale i też nizinnym krajobrazem, gdzie panuje tropikalny klimat. 

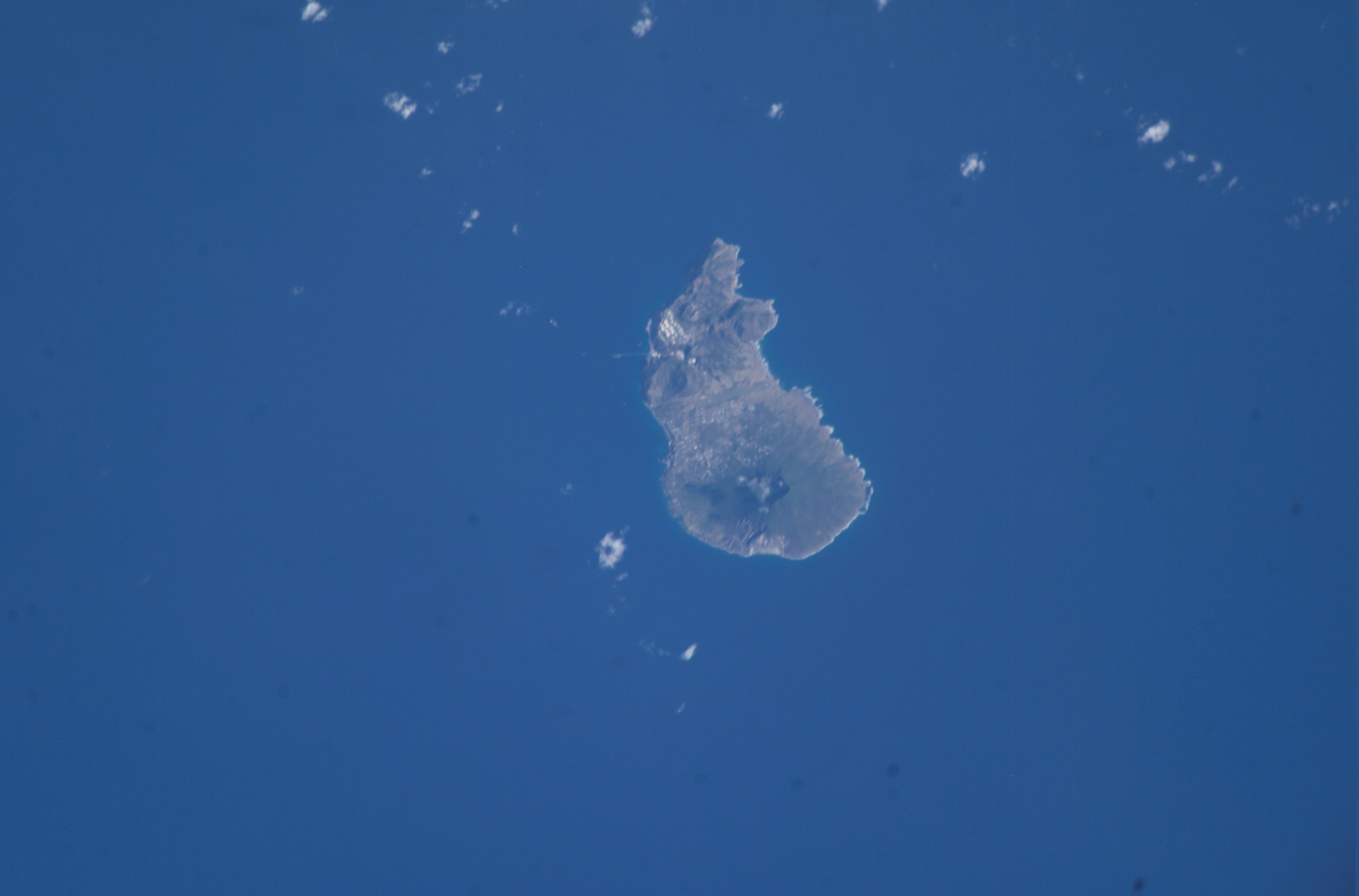
Wyspa widziana z kosmosu

## Powierzchnia, położenie i granice
Powierzchnia - 21 km², co odpowiada powierzchnia małego polskiego miasta
Położenie geograficzne - 17°29'N i 62°58'E. Wyspa rozciąga się na długości 8 km.
Sint Eustatius poprzez wody terytorialne Morza Karaibskiego graniczy od południa z Saint Kitts i Nevis, które są oddalone od tego kraju o 13 km.

## Budowa geologiczna i rzeźba

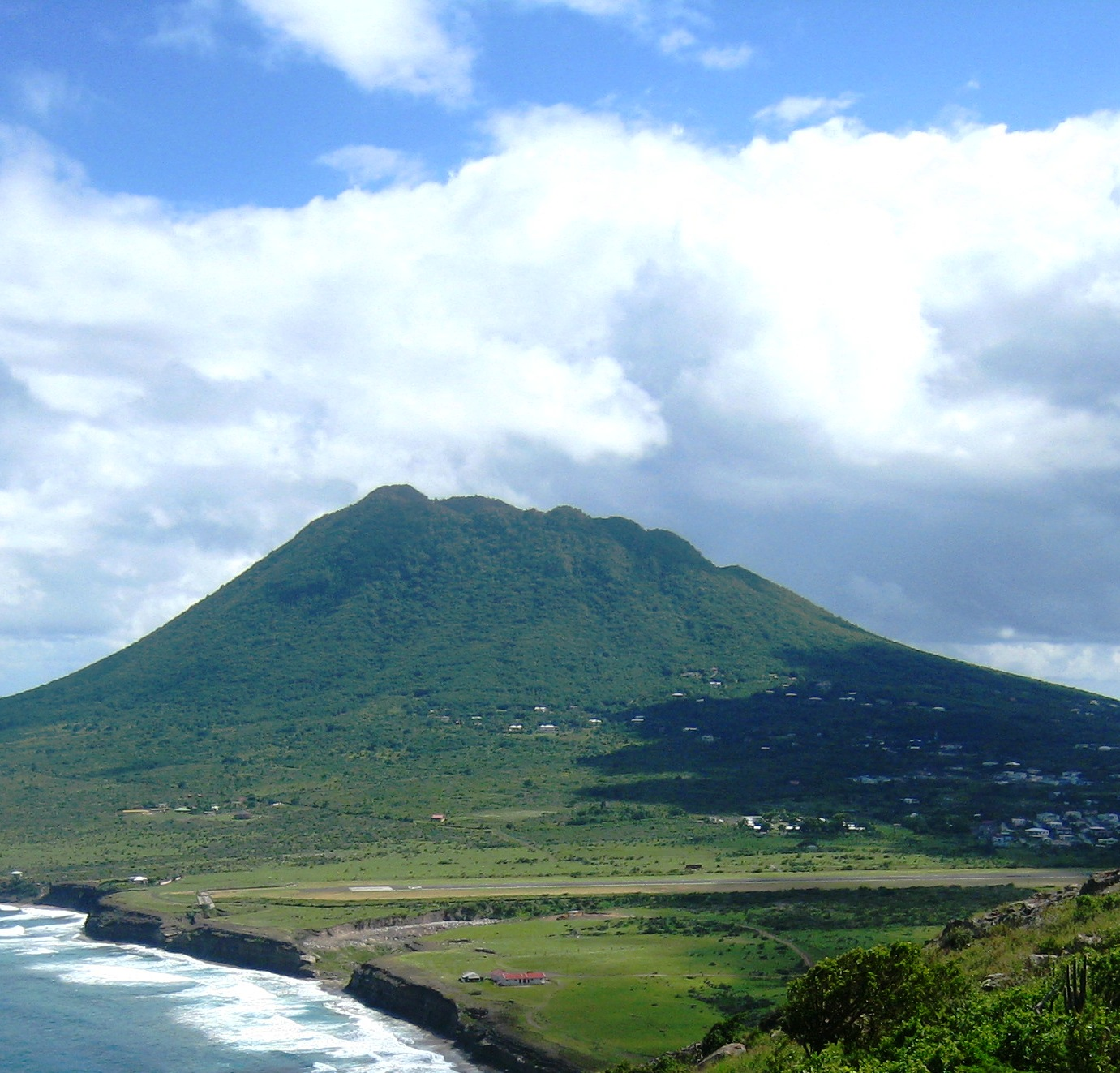
Wulkan The Quill

Sint Eustatius leży w północno-wschodnim krańcu płyty karaibskiej i należy do antylskiego łuku wulkanicznego. Wyspa zbudowana jest ze skał wulkanicznych pochodzących z trzeciorzędu. Wyspa obecnie nie jest aktywna wulkanicznie, a wulkan The Quill jest w stanie uśpienia. 
Wyspa Sint Eustatius ma górzysty charakter, ale jej środkowa część jest nizinna. Najwyższy i największy masyw stanowi wulkan The Quill, który wznosi się na 602 m n.p.m. Jego południowe zbocza schodzą do morza, zaś północne przechodzą w równinny, nizinny obszar. Północna część wyspy jest usiana wzgórzami zwanymi Boven Hills. 
Linia brzegowa jest umiarkowanie rozwinięta, występuje kilka niewielkich, łagodnych zatok. Wybrzeże jest wysokie i skaliste, miejscami klifowe. Tylko w środkowej części jest niskie, ale także skaliste, z niewielkimi plażami. W wielu miejscach zbocza wzgórz Boven i wulkanu schodzą bezpośrednio do morza. 

## Klimat
Wyspa leży w strefie klimatu równikowego, który kształtują półncno-wschodnie pasaty i ciepłe prądy morskie. Temperatury są wysokie, ze średnią roczną 26 °C, bez większych wahań rocznych i dobowych. W okresie letnim wartości termiczne dochodzą do 30 °C. Duży wpływ na wartości termiczne ma nie tylko morze, ale i nasłonecznienie. Opady są wysokie, ponad 1 000 mm rocznie i nieco mniej po południowej stronie wulkanu. W okresie zimowym wartości opadowe są niższe. Wyspa leży na trasie tropikalnych huraganów.

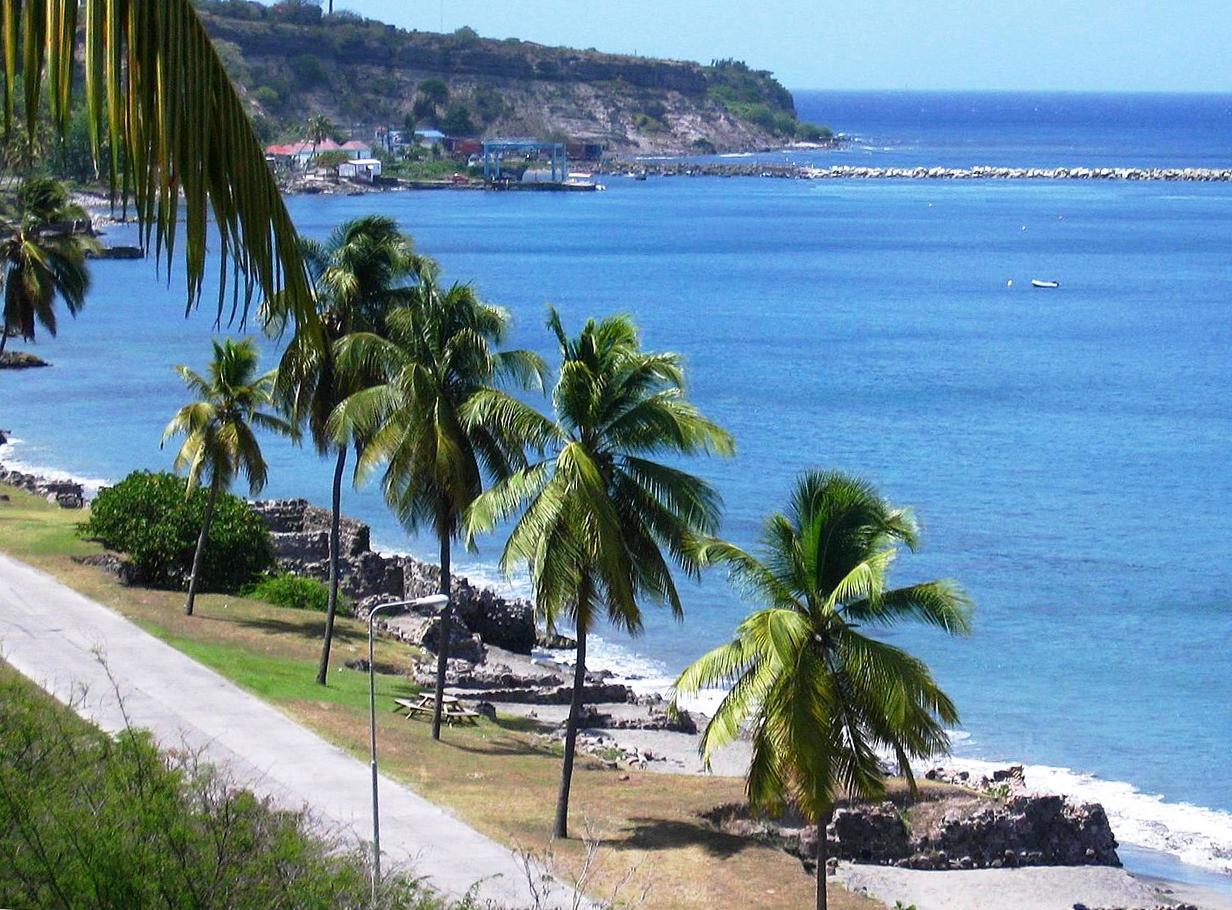
Wybrzeże

## Wody
Istnieje sieć niewielkich, krótkich rzek, mających górską postać. Brak jezior.

## Gleby
Wyspa należy do karaibskiej krainy glebowej. Powszechne są żyzne gleby ferralitowe.

## Flora i fauna
Roślinność głównie tropikalna, a także subtropikalna, w postaci zarośli i obszarów leśnych. Naturalną formację stanowią niewielkie połacie lasów tropikalnych rosnących w górzystych częściach wyspy, w miejscach, które otrzymują największe opady. Liczne są palmy, oraz takie rośliny jak storczyki, kaktusowate i endemiczne gatunki winorośli. Wokół wyspy rosną rafy koralowe. Na stokach wulkanicznych Quill rosną także niewielkie połacie lasów kolczastych
Świat zwierząt wyspy to gatunki antylskiej krainy neotropikalnej. Na wyspie żyje wiele gatunków ptaków, zarówno lądowych jak i morskich. Na Sint Eustatius żyją cztery gatunki nietoperzy. Liczne są gady, w tym żółwie morskie i różne gatunki jaszczurek. W wodach przybrzeżnych żyje wiele gatunków ryb i skorupiaków. Należą do nich m.in. koniki morskie, płaszczki, a także rekiny.
Cały obszar wyspy i wód przybrzeżnych podlega ochronie, gdzie znajdują się trzy parki narodowe o łącznej powierzchni 33 km². Są nimi Park Narodowy Saint Eustatius, Quill-Boven National Park i Miriam C. Schmidt Botanical Garden. Zadaniem tych obiektów jest ochrona wiele gatunków zwierząt, w tym wielu endemicznych.